# Agriomelissa ursipes
Agriomelissa ursipes là một loài bướm đêm thuộc họ Sesiidae. Nó được tìm thấy ở Somalia và Nam Phi.